# NGC 3171
NGC 3171 este o galaxie LINER situată în constelația Hidra. A fost descoperită în 1886 de către Ormond Stone⁠(d). Se află la o distanță de 68,23 de megaparseci de Pământ.